# Cyathea geluensis
Cyathea geluensis är en ormbunkeart som beskrevs av Eduard Rosenstock. Cyathea geluensis ingår i släktet Cyathea och familjen Cyatheaceae. Inga underarter finns listade.